# Bowyer Island
Bowyer Island är en ö i Kanada.   Den ligger i Greater Vancouver Regional District och provinsen British Columbia, i den sydvästra delen av landet, 3 500 km väster om huvudstaden Ottawa. Arean är 1,2 kvadratkilometer.
Terrängen på Bowyer Island är platt. Öns högsta punkt är 173 meter över havet. Den sträcker sig 1,7 kilometer i nord-sydlig riktning, och 1,1 kilometer i öst-västlig riktning.
Runt Bowyer Island är det tätbefolkat, med 550 invånare per kvadratkilometer.